# Metallografie

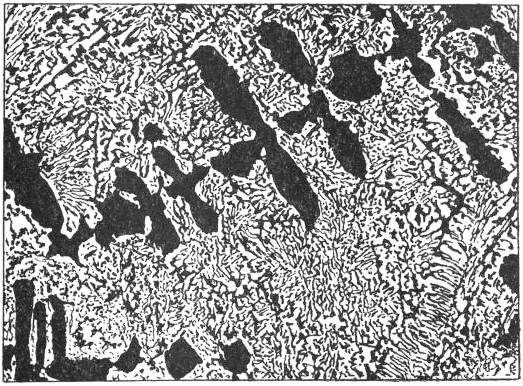
Microstructuur van hypo-eutectisch staal

Metallografie is het deel van de metaalkunde dat zich bezig houdt met de beschrijving van de microstructuur van metalen. 
Zo bestaat er voor staal een perliet-fase waarbij afwisselend lamellae (laagjes) α-ferriet en cementiet (Fe3C) te onderscheiden zijn in de lamellaire microstructuur. Vanuit de structuur zijn relaties te leggen naar de mechanische eigenschappen, het corrosiegedrag en andere zaken, waarbij vaak etstechnieken bepaalde bestanddelen benadrukken of apart zichtbaar maken met bepaalde microscopische belichting. 
Een voorbeeld is gietijzer en de vorm van de grafietnesten. Dit kan een grillige lamellaire microstructuur (wat zeer scheurgevoelig is) zijn bij lamellair gietijzer, of, als in de smelt bv. cerium of magnesium wordt toegevoegd, een bolvorm in nodulair gietijzer, wat veel sterkere, stabiele gietstukken oplevert.
Vaak is het metallografische onderzoek vergelijkbaar met forensische opsporingsmethoden in de misdaad; is er is iets gebroken dan biedt de metallografie hulp bij de analyse van achtergronden en oorzaken aan de hand van verwachte en feitelijke structuur en/of onvolkomenheden.